# Шмит, Каетан
Ка́етан Шмит (пол. Kajetan Szmyt; 29 мая 2002, Познань) — польский футболист, полузащитник клуба «Заглембе».

## Клубная карьера
Родился в городе Познань. Является воспитанником местного клуба «Варта». В футбольной академии Каетан начал заниматься в возрасте 10-ти лет. С сезона 2018/19 футболиста начали привлекать в первую команду. Свою дебютную игру в основе провёл в апреле 2019 года в Первой лиги против «Хойничанка».
С февраля 2020 года и до конца сезона играл в аренде в клубе Второй лиги «Гурник» из Польковице. Вернувшись в «Варту», в сентябре 2020 года футболист дебютировал в составе своей команды в матче Экстракласы против «Пяста». Позже, не имея постоянного места в основе, часть сезона 2021/22 также провёл в аренде в «Гурнике». После аренды вингер вернулся в «Варту» и подписал с клубом новый контракт.
Начиная с сезона 2022/23, игрок занял свое постоянное место в основе «Варты».

## Карьера в сборной
23 сентября 2022 года Каетан провёл первую игру в составе молодёжной сборной Польши, когда вышел на поле в игре против Греции.